# Tumidaj (powiat kutnowski)
Tumidaj – kolonia w Polsce położona w województwie łódzkim, w powiecie kutnowskim, w gminie Krośniewice. Miejscowość wchodzi w skład sołectwa Ostałów.
W latach 1975–1998 miejscowość administracyjnie należała do województwa płockiego.